# Rejencja ciechanowska

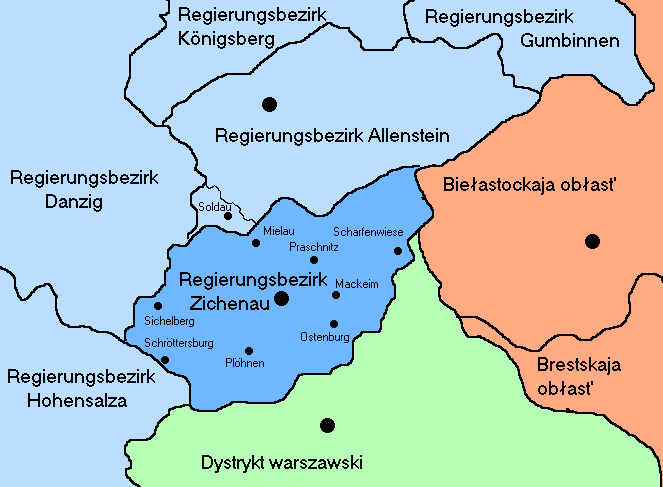
Mapa rejencji ciechanowskiej wraz z miastami powiatowymi

Rejencja ciechanowska (niem. Regierungsbezirk Zichenau) – niemiecka jednostka administracyjna istniejąca w latach 1939–1945 jako jedna z rejencji Prus Wschodnich. Odpowiedzialnym za rejencję ciechanowską był gauleiter Erich Koch.

## Historia
Rejencja powstała w 1939, po napaści na Polskę i objęła tę część województwa warszawskiego, którą wcielono do Niemiec, oprócz: a) powiatu działdowskiego, który zniesiono i podzielono między powiaty nidzicki w rejencji olsztyńskiej w Prusach Wschodnich (Działdowo) oraz brodnicki w rejencji kwidzyńskiej w okręgu Gdańsk-Prusy Zachodnie (Lidzbark); b) i oprócz powiatu gostynińskiego, który włączono do rejencji inowrocławskiej w Kraju Warty. Pozostałą część województwa warszawskiego włączono do Generalnego Gubernatorstwa, bądź do BSRR (powiat łomżyński).
Rejencja została odbita przez Armię Czerwoną i powróciła do województwa warszawskiego w 1945 roku.

## Podział administracyjny
Według stanu z 1 stycznia 1945
- Landkreis Mackeim (makowski)
- Landkreis Mielau (mławski)
- Landkreis Ostenburg (pułtuski)
- Landkreis Plöhnen (płoński) – łącznie ze skrawkami powiatu warszawskiego (Zakroczym, Nowy Dwór)
- Landkreis Praschnitz (przasnyski)
- Landkreis Scharfenwiese (ostrołęcki)
- Landkreis Schröttersburg (płocki)
- Landkreis Sichelberg (sierpecki)
- Landkreis Zichenau (ciechanowski)